# Alice Austen

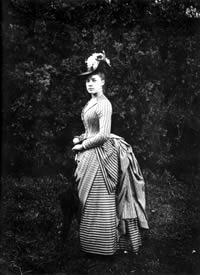
Alice Austen, Fotografie von 1888

Elizabeth Alice Austen (* 17. März 1866 auf Staten Island, New York; † 9. Juni 1952 ebenda; eigentlich Elizabeth Alice Munn) war eine der ersten US-amerikanischen Fotografinnen.
Austen begann 1876 mit der Kamera ihres Onkels zu fotografieren. In den folgenden 40 Jahren stellte sie mehr als 8.000 Fotografien her. Das älteste erhaltene Bild stammt aus dem Jahr 1884. Sie war eine der ersten Fotografinnen, die außerhalb des Studios arbeiteten. Sie war auch vornehmlich an realistischen Dokumentarfotografien interessiert – ein Stil, der für das ausgehende 19. Jahrhundert und beginnende 20. Jahrhundert noch ungewöhnlich war.
Noch etwa 3.500 Aufnahmen existieren heute von Alice Austen. Ein Großteil davon befindet sich in der New York Public Library.

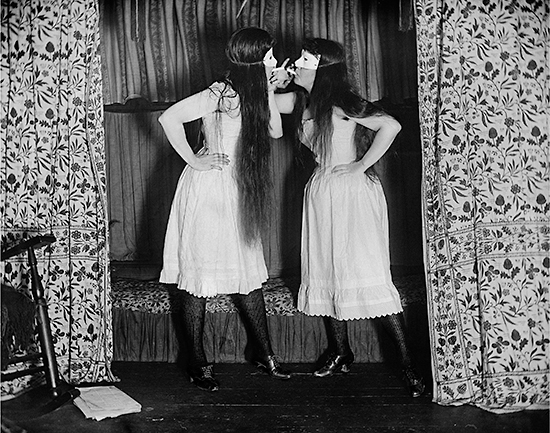
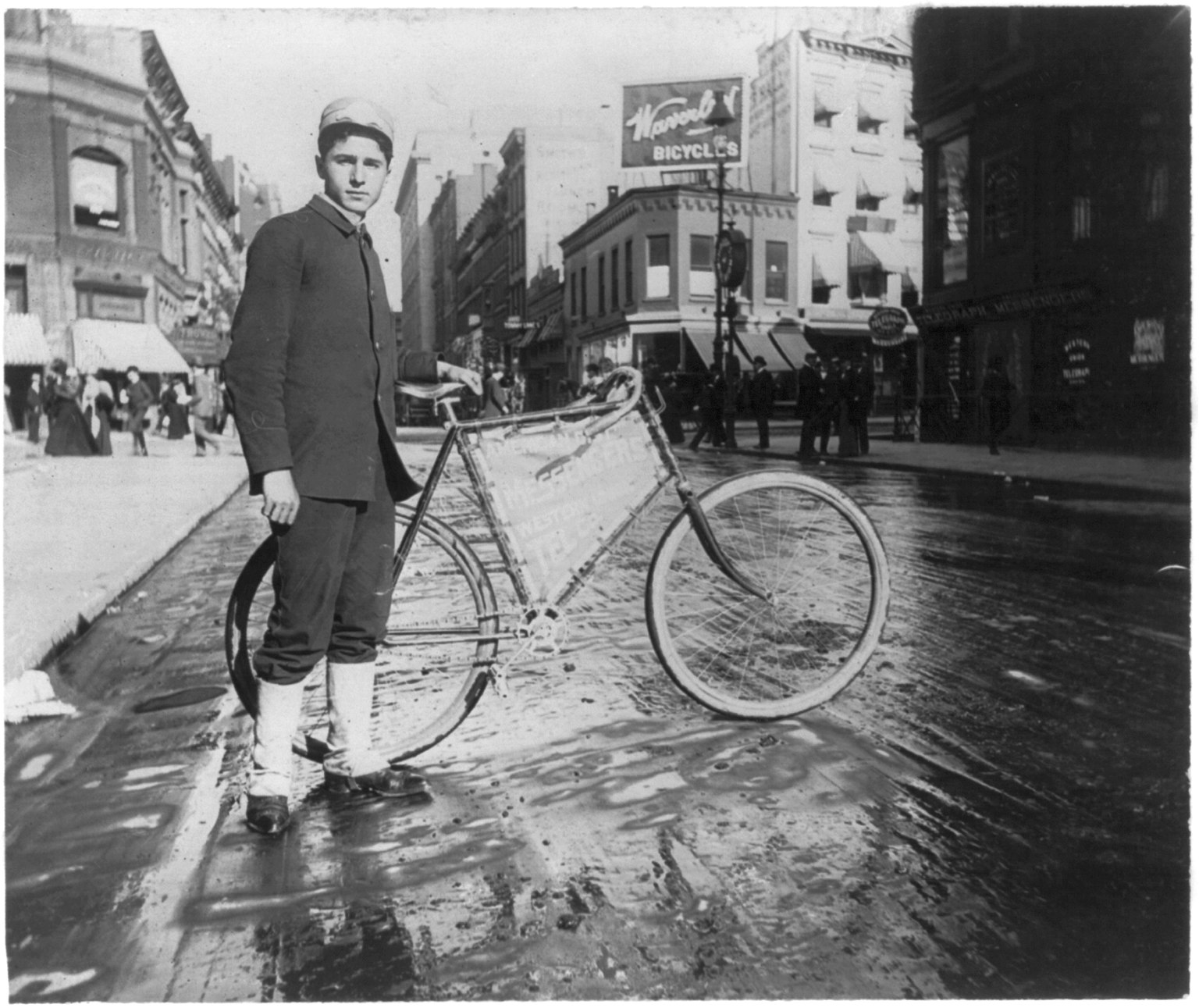
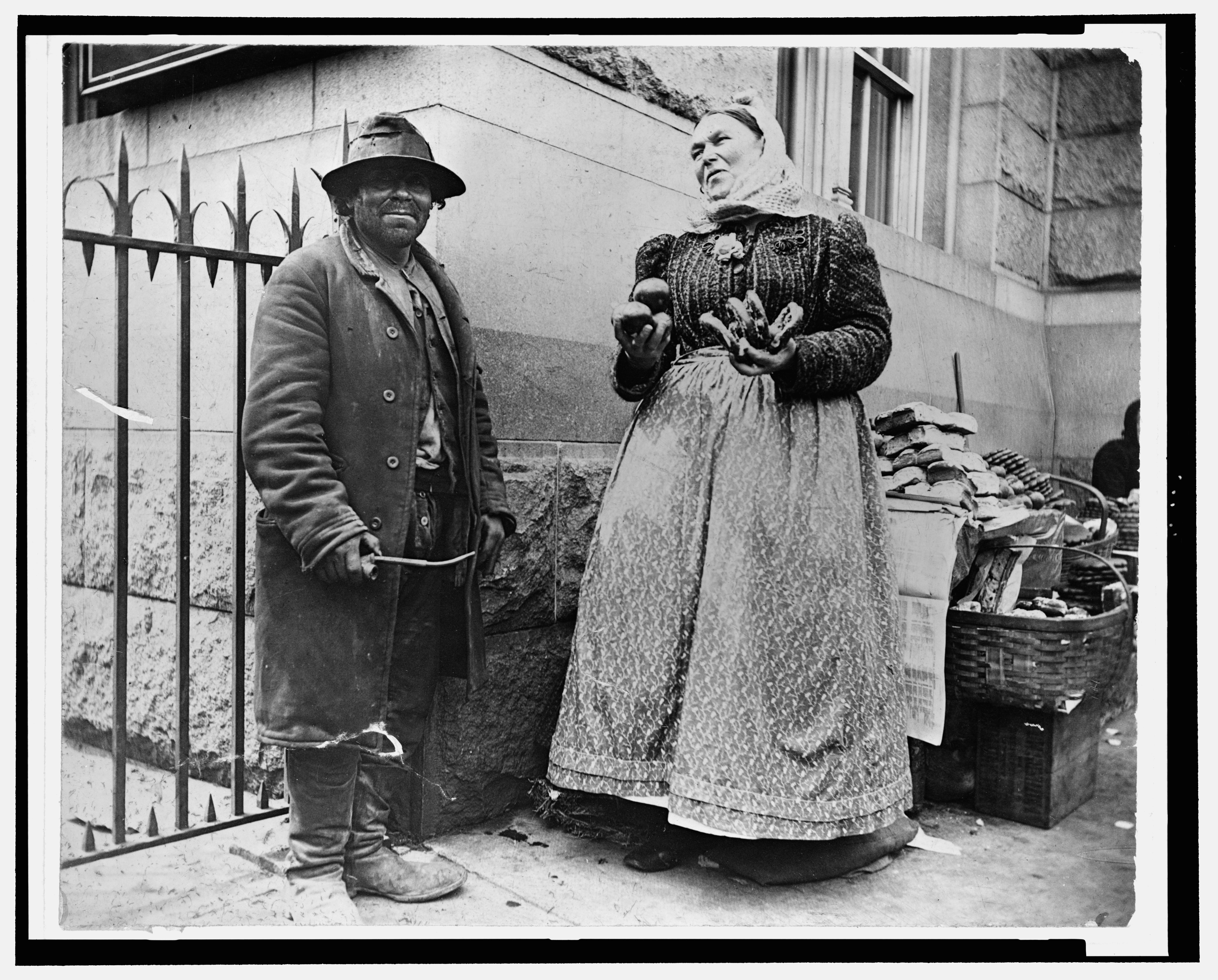